# USS Enterprise (CV-6)
L'USS Enterprise (CV-6) va ser el sisè portaavions de la Marina dels Estats Units i el setè vaixell en portar aquell nom. Botat el 1936, era de la clase Yorktown, i va ser un dels tres únics portaavions estatunidencs previs a la Segona Guerra Mundial que li va sobreviure (els altres van ser l'USS Saratoga i l'USS Ranger). Va estar en més grans accions de la guerra del Pacífic contra Japó que cap altre vaixell estatunidenc. Entre les accions en què participà hi ha la batalla de Midway, la batalla de les Salomó Orientals, la batalla de les Illes Santa Cruz, diversos combats aire-mar durant la campanya de Guadalcanal, la batalla del Mar de les Filipines, la batalla del golf de Leyte i l'Atac de Doolittle sobre Tokio. En tres ocasions durant la guerra, els japonesos van anunciar que l'havien enfonsat en combat.
L'Enterprise guanyà 20 estrelles de combat, sent el vaixell estatunidenc més llorejat durant la Segona Guerra Mundial. Ha estat l'únic vaixell (fora dels de la Royal Navy) que ha rebut el Pendó de l'almirallat britànic, la més alta distinció atorgada per aquest organisme en més de 400 anys des de la seva creació. Ha estat citat com el vaixell més gloriós i honorable de tota la història naval dels Estats Units, rivalitzant amb l'USS Constitution, una fragata del segle xviii.

## Operacions inicials
L'USS Enterprise va ser botat el 3 d'octubre de 1936 al moll de Newport News Shipbuilding, batejat per Lulie Swanson, esposa del Secretari de la Marina Claude A. Swanson, i comissionat el 12 de maig de 1938.
Va navegar cap al sud, fent un creuer improvisat fins a Rio de Janeiro. A la tornada navegà per la costa est i el Carib fins a abril de 1939, quan se li ordenà dirigir-se cap a l'oceà Pacífic.
L'Enterprise va ser un dels 14 vaixells que van rebre el nou radar RCA CXAM-1. San Diego va ser establerta com a base inicial, sent traslladat posteriorment a Pearl Harbor després que el President Franklin Roosevelt ordenés a la Flota estar a una base avançada al Pacífic. El portaavions rebé esquadrilles d'avions, les tripulacions dels quals havien estat entrenades de manera intensiva, transportant-los a les bases del Pacífic. Mentre completava una missió (portar l'Esquadrilla 211 de la Infanteria de Marina a l'illa de Wake) i ja es dirigia de tornada a Hawaii, tingué lloc l'atac a Pearl Harbor per part de la Marina Imperial Japonesa.

## Segona Guerra Mundial

### Pearl Harbor
L'Enterprise tornava a Oahu durant el matí del 7 de desembre de 1941, després d'una missió de portar avions i pilots de l'esquadrilla VMF-211 a l'illa de Wake. 18 bombarders SBD Dauntless de les esquadrilles VS-6 y VB-6 de l'Enterprise arribaren a Pearl Harbor durant l'atac i, tot i que agafats per sorpresa, immediatament van entrar en acció en defensa de la base naval.
Es van perdre 6 avions durant l'atac, diversos d'ells abatuts pels avions japonesos, però almenys un d'ells abatut (i diversos més van rebre danys) pel foc antiaeri pesant amic. l'Enterprise també llançà 6 Grumman F4F Wildcat de l'esquadrilla VF-6 després de l'atac, dels quals 4 van ser abatuts pel foc amic.
El portaavions envià la resta dels seus avions en una recerca infructuosa de la força d'atac japonesa. Les patrulles es dirigiren al sud i a l'oest d'Oahu, mentre que els japonesos es retiraren pel nord-oest. L'Enterprise es dirigí llavors cap a Pearl Harbor per carregar combustible i provisions durant la nit del 8 de desembre, salpant l'endemà al matí per patrullar contra possibles atacs a l'arxipèlag hawaià. Tot i que el grup no trobà cap nau de superfície, un avió de l'Enterprise enfonsà el submarí japonès I-70 el 10 de desembre.
Durant les dues darreres setmanes de desembre de 1941, es dirigí cap a l'oest de Hawaii per cobrir aquelles illes, mentre que altres dos grups de portaavions van fer una temptativa tardana per recuperar l'illa de Wake. Després d'una breu estada a Pearl Harbor, el grup de l'Enterprise navegà l'11 de gener de 1942 protegint un comboi per protegir Samoa. L'1 de febrer, la Task Force en la qual s'integrava assaltà Kwajalein, Wotje i Maloelap, a les illes Marshall, enfonsant 3 vaixells, danyant-ne 8 més i destruint nombrosos avions i instal·lacions a terra. L'Enterprise només rebé danys menors durant el contraatac japonès, i el seu grup es retirà cap a Pearl Harbor.
Durant el mes següent, el grup de l'Enterprise patrullà pel Pacífic central, atacant instal·lacions enemigues a les illes de Wake i Marcus, dirigint-se després cap a Pearl Harbor per a rebre millores i fer reparacions menors. El 8 d'abril, salpà cap a l'oest per trobar-se amb l'USS Hornet, per tal d'escortar-lo en la missió de llançar 16 bombarders B-25 a l'atac de Doolittle sobre Tòquio. Els caces de l'Enterprise van volar com a escorta dels B-25 llançats des del Hornet el 18 d'abril. La Task Force va ser descoberta per l'enemic després de ser vista per petits vaixells, quan es dirigien de retorn cap a la seva base de Pearl Harbor el 25 d'abril.

### Batalla de Midway

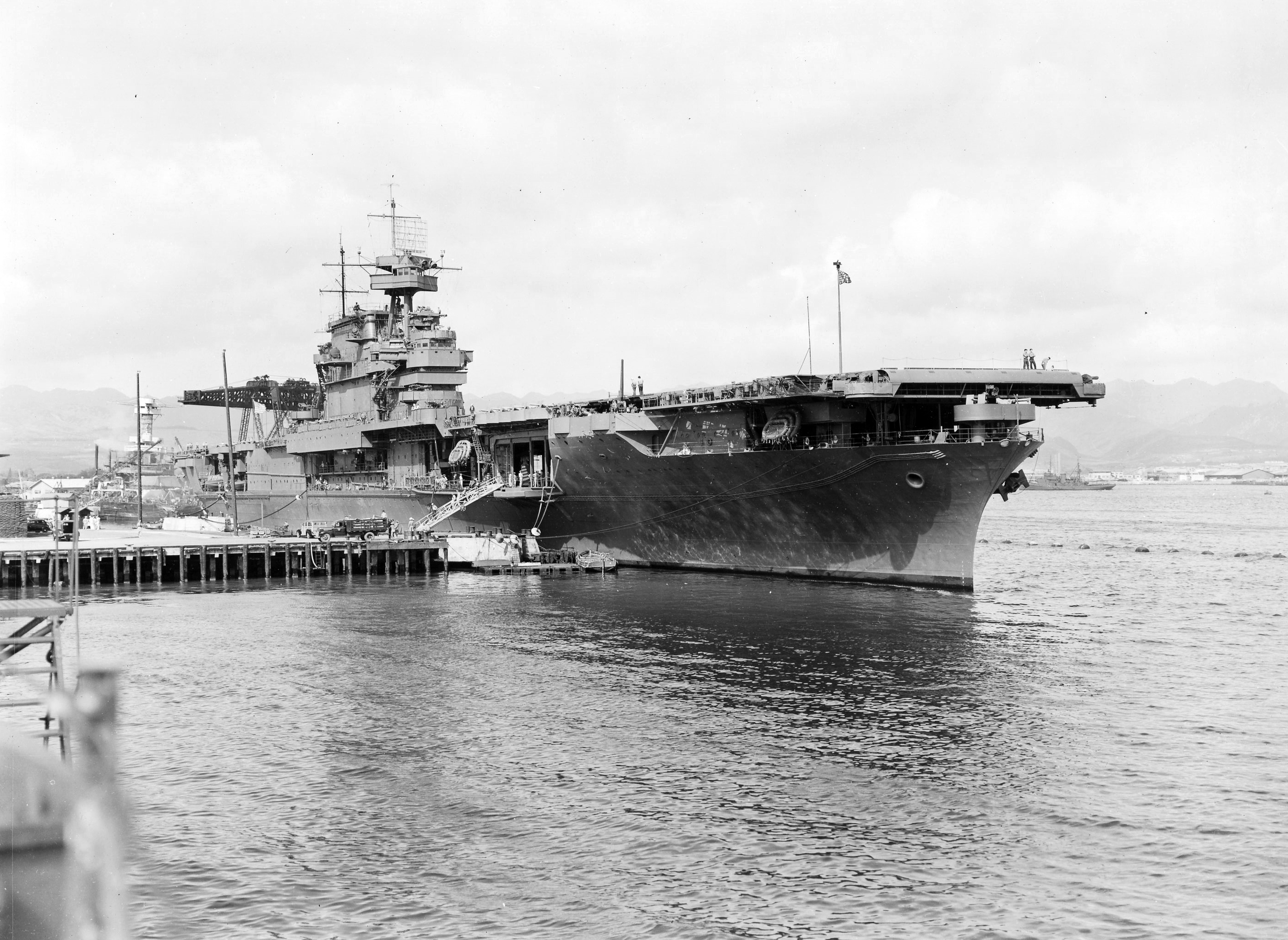
L'USS Enterprise a Illa Ford, maig de 1942, poc abans de la batalla de Midway

Cinc dies després, el Big E salpà cap al Pacífic sud per reforçar la flota de portaavions estatunidencs que operaven al mar del Corall; però el combat acabà abans que l'Enterprise arribés a la seva cita, tornant cap a Pearl Harbor el 26 de maig i preparant-se per a l'imminent encontre que es produiria amb les forces d'invasió japoneses prop de l'atol Midway.
El 28 de maig, l'Enterprise salpà com a vaixell insígnia a les ordres del contraalmirall Raymond Spruance per defensar Midway i causar tants danys als japonesos com fos possible. La TF-16 estava formada pels portaavions Enterprise, el Hornet, 6 creuers i 10 destructors.
El 30 de maig salpà la TF-17, amb el contraalmirall Frank J. Fletcher al capdavant del portaavions Yorktown, tot i estar encara en reparacions, dirigint-se a l'oest de Pearl, juntament amb 2 creuers i 6 destructors. En ser l'oficial de més alta graduació present, el contraalmirall Fletcher es convertí en l'oficial al comandament de la flota. El comandant habitual de l'Enterprise era William F. Halsey, que va haver de quedar ingressat a l'hospital de Pearl Harbor per una infecció causada per estrès cutani.
Cadascun dels combatents llançà atacs aeris durant el dia en una de les batalles navals més decisives de la història. Tot i que les forces van estar en contacte fins al 7 de juny, la batalla ja havia quedat decidida al vespre del dia 4.
El combat començà durant el matí del 4 de juny de 1942, quan 4 portaavions japonesos (l'Akagi, el Kaga, el Hiryu i el Soryu) van llançar atacs aeris contra l'illa de Midway, desconeixent que a la rodalia hi havia les forces navals estatunidenques. Just tres hores després que la primera bomba japonesa caigués sobre Midway, els avions dels portaavions estatunidencs atacaren la flota japonesa.
El portaavions USS Yorktown i el destructor USS Hammann van ser els únics vaixells estatunidencs enfonsats, però les TF 16 i 17 van perdre un total de 113 avions (61 d'ells en combat) durant la batalla. Les pèrdues japoneses van ser molt majors: 4 portaavions i un creuer enfonsats, i els 272 avions embarcats als portaavions destruïts.
Avions de l'Enterprise van enfonsar els portaavions Kaga i Akagi, mentre que una esquadrilla mixta de l'Enterprise i del Yorktown van enfonsar el Hiryu (avions del Yorktown també enfonsaren el Soryu). L'Enterprise no va patir cap desperfecte i tornà a Pearl Harbor el 13 de juny de 1942

### Operacions al Pacífic Sud
Després d'estar-se tot un mes a port, sotmès a reparacions diverses, l'Enterprise salpà el 15 de juny de 1942 fins al Pacífic sud, on s'uní a la TF-61 com a força de suport pels desembarcaments amfibis que anaven a produir-se a les illes Salomó. El 24 d'agost es descobrí una potent flota japonesa a uns 300 km al nord de Guadalcanal, i la TF-61 envià els seus avions a l'atac.
A la batalla de les Salomó Orientals els japonesos van perdre-hi un portaavions lleuger, el Ryujo, i les tropes japoneses que provaven de desembarcar a Guadalcanal van veure's obligades a retirar-se. L'Enterprise va ser el vaixell nord-americà que patí danys més greus, amb 3 impactes directes i 4 de propers que li ocasionaren 77 morts i 91 ferits, a més de causar seriosos danys al portaavions. Se li realitzaren reparacions d'urgència fins que pogué tornar a Hawaii per si mateix.

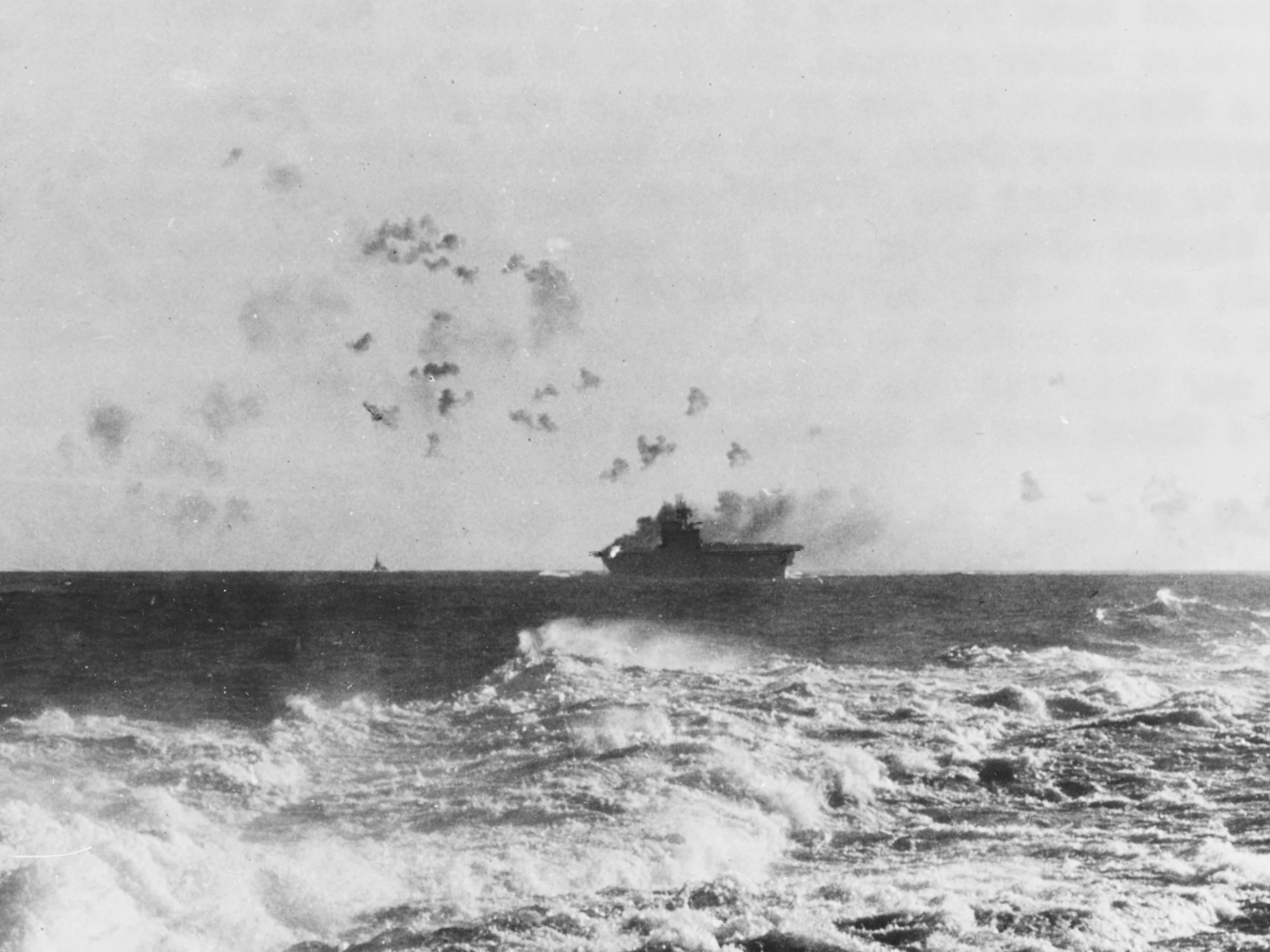
L'Enterprise patint un atac durant la Batalla de les Salomó Orientals. El foc produït a estribord de la nau va ser ocasionat per una bomba japonesa que matà 38 homes

Les reparacions a Pearl Harbor duraren del 10 de setembre al 16 d'octubre de 1942, dirigint-se tot seguit de nou cap al Pacífic Sud per trobar-se amb l'USS Hornet, formant la TF-61. El 26 d'octubre, avions de reconeixement de l'Enterprise localitzaren una flota de portaavions japonesa, produint-se de manera immediata la batalla de les Illes Santa Cruz. Els avions de l'Enterprise van atacar els portaavions i creuers japonesos, rebent 2 impactes per bomba que ocasionaren 44 morts i 75 ferits.
Tot i els seriosos danys patits, l'Enterprise seguí en batalla i recollí un gran nombre d'avions del Hornet quan aquest va ser enfonsat. Tot i que les pèrdues americanes (un portaavions i un destructor) van ser més greus que les japoneses (un creuer lleuger), estratègicament va ser un èxit pels estatunidencs, ja que van poder guanyar temps per reforçar Guadalcanal davant del proper atac enemic. En aquells moments, l'Enterprise era l'únic portaavions operatiu que els Estats Units tenien al Pacífic; i sobre la cabina de comandament, la tripulació hi posà un cartell on es llegia "Enterprise vs Japan" (joc de paraules traduïble com a "Enterprise contra el Japó" ó "Empresa contra el Japó").
L'Enterprise arribà a Nouméa, Nova Caledònia, el 30 d'octubre per fer reparacions, però una nova temptativa japonesa de desembarcar a les Salomó exigí la seva presència, salpant l'11 de novembre amb equips de reparació que treballaren sobre la marxa per acabar amb les reparacions no finalitzades. El 3 de novembre, els avions de l'Enterprise donaren el cop de gràcia al cuirassat Hiei. Quan finalitzà la batalla naval de Guadalcanal el 15 de novembre de 1942, l'Enterprise havia contribuït a l'enfonsament de 16 vaixells enemics i havia ocasionat danys a 8 més. El portaavions tornà a Nouméa el 16 de novembre per poder completar la seva reparació.
L'Enterprise tornà a salpar el 4 de desembre, per realitzar maniobres d'entrenament a les illes d'Esperit Sant, a les Noves Hèbrides, fins al 28 de gener de 1943, quan partí cap a la zona de les Salomó. El 30 de gener, els caces de l'Enterprise participaren en la batalla de l'Illa Rennel. Tot i que destruïren la majoria dels bombarders enemics, no aconseguiren impedir que torpedes japonesos enfonsessin el creuer pesant USS Chicago.
Retirat de la batalla, el portaavions arribà a Espiritu Santo l'1 de febrer, i durant els 3 mesos següents operà prop d'aquella base, cobrint les forces de superfície estatunidenques a les Salomó.
El 27 de maig de 1943, l'Enterprise es dirigí cap a Pearl Harbor, on l'almirall Nimitz li concedí la primera Citació Presidencial d'Unitat donada a un portaavions. El 20 de juliol de 1943 arribà a les drassanes de Puget Sound de Bremerton (Washington), per ser completament reacondicionat.
La classe Yorktown s'havia mostrat molt vulnerable als torpedes, i durant la reparació que tingué lloc a finals de 1942, se li realitzà un reacondicionament extens, que inclogué un sistema antitorpedes que millorà considerablement la seva protecció submarina.

### Tornada al servei
De tornada al Pacífic al novembre, donà suport als desembarcaments a Makin i prengué part als atacs contra Kwajalein, on tornà per a la invasió el gener de 1944. posteriorment, juntament amb la Task Force 58, atacà la base de Truk a les Carolines el 7 de febrer. De nou tornà a fer història, sent el primer portaavions estatunidenc en llançar un atac nocturn guiat per radar. Els 12 torpediners d'aquest atac aconseguiren un terç de les 200.000 tones enfonsades pels avions de la TF-58. Fins a l'abril d'aquell any participà en més atacs contra Yap, Ulithi, Woleai, les Palau, i de nou Truk.

### La batalla del mar de les Filipines
Al juny, integrat a la TF-58, l'Enterprise atacà les Marianes, arrasant Saipan, Rota i Guam entre els dies 11 i 14. El 19 tingué lloc la batalla del Mar de les Filipines, amb el major enfrontament de l'aviació naval de la història. Durant més de 8 hores, els aviadors americans i japonesos s'enfrontaren al cel situat entre la TF-58 i les Marianes. Els nord-americans perderen 6 vaixells, 130 avions i 76 tripulants, però amb el suport dels submarins, els japonesos van perdre 3 portaavions (el Taihō, el Hiyō i el Shōkaku) i 426 avions. L'aviació naval japonesa ja no es recuperà d'aquell cop.

### La batalla del golf de Leyte
Després d'un mes de descans a Pearl Harbor, l'Enterprise va ser enviat a les illes Bonin, Yap, Ulithi i les Palau per operacions aèries entre agost i setembre. Del 10 al 20 d'octubre, els seus pilots van atacar Okinawa, Formosa i les Filipines, destruint aeròdroms, instal·lacions i vaixells en preparació de la invasió de Leyte. Després del desembarcament en aquella illa, l'Enterprise es dirigí cap a Ulithi per a rebre subministraments, però va haver de tornar a les Filipines en apropar-se el 23 d'octubre la flota japonesa. A la batalla del golf de Leyte (23-26 d'octubre), els seus avions van atacar 3 flotes japoneses, compostes principalment per cuirassats i destructors. Després de la batalla, romangué de patrulla a l'est de Samar, tornant cap a Pearl Harbor el 6 de desembre de 1944.

### Iwo Jima, Okinawa i els Kamikazes

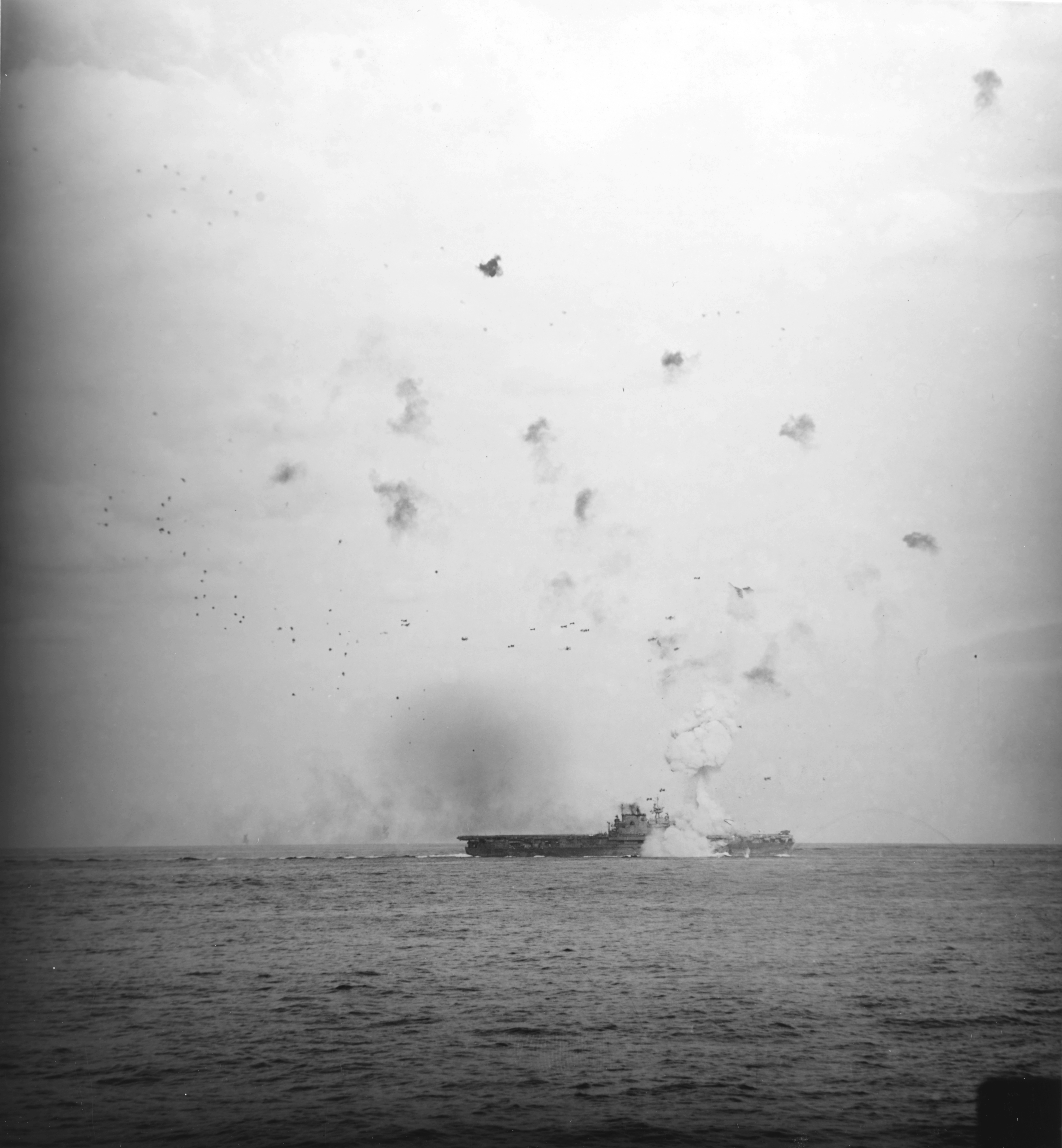
L'Enterprise sota atac al 1945

Durant gener de 1945, navegà per aigües de Luzón i el mar de la Xina, atacant objectius terrestres i vaixells des de Formosa a Indoxina. Posteriorment recolzà els desembarcaments a Iwo Jima des del 19 de febrer al 9 de març, en que tornà cap a Ulithi. Continuà els seus atacs, aquest cop contra les illes de Kyushu i Honshu, així com contra el tràfic marítim al mar interior del Japó. El 18 de març va resultar lleugerament danyat i tornà a Ulithi per sotmetre's a reparacions. El 5 d'abril tornà al combat a Okinawa, però tornà a ser danyat de nou el dia 11 per un avió kamikaze. El 14 de maig patí la seva darrera ferida de guerra quan un kamikaze li destruí l'elevador de proa, matant a 14 persones i ferint-ne a 34. Va ser reparat als Estats Units, on hi arribà el 7 de juny.

### Post-guerra
Completament reparat, l'Enterprise tornà a Pearl Harbor i d'allà als Estats Units, amb uns 1.000 soldats a bord per ser repatriats. El 17 d'octubre de 1945 arribà a Nova York, i dues setmanes després, es dirigí cap a Boston, i d'allà a Europa, iniciant una sèrie de viatges anomenats Operació Catifa Màgica, repatriant a més de 10.000 veterans. Durant un dels viatges li va ser atorgat el pendó de l'Almirallat Britànic, la condecoració més prestigiosa de la Royal Navy (sent l'únic vaixell aliè a la Royal Navy que l'ha rebut en més de 400 anys d'història)

### El final del "Gran E"
Finalment, l'Enterprise arribà a Nova York el 18 de gener de 1946. Si bé en un inici es pensà a lliurar-lo a l'estat de Nova York com a memorial permanent, la manca de fons obligà a la Navy a vendre'l com a ferralla l'1 de juliol de 1958.